# Качина Вилиџ (Аризона)
Качина Вилиџ (енгл. Kachina Village) насељено је место без административног статуса у америчкој савезној држави Аризона.

## Демографија
По попису из 2010. године број становника је 2.622, што је 42 (-1,6%) становника мање него 2000. године.
| Група             | 2000.         | 2010.         |
| Белци             | 2.266 (85,1%) | 2.067 (78,8%) |
| Афроамериканци    | 9 (0,3%)      | 17 (0,6%)     |
| Азијати           | 8 (0,3%)      | 14 (0,5%)     |
| Хиспаноамериканци | 259 (9,7%)    | 361 (13,8%)   |
| Укупно            | 2.664         | 2.622         |